# Сержиу (фильм)
«Сержиу» (англ. Sergio) — американский фильм в жанре биографической драмы режиссёра Грега Бейкера, рассказывающий о жизни бразильского дипломата ООН Сержиу Виейра ди Меллу. В главных ролях снялись Вагнер Моура, Ана де Армас, Гаррет Диллахант, Клеменс Шик и Брэдли Уитфорд.

## Сюжет
В 2003 году Сержиу Виейра ди Меллу, специальный представитель ООН в Ираке, становится жертвой взрыва и попадает в ловушку в Багдаде.
Тремя месяцами ранее Сержиу женится, но в браке нет чувства любви. Вместо этого он начинает встречаться со своей коллегой Каролиной. Вопреки совету Каролины, Сержиу решает отправиться в Багдад после вторжения США в Ирак в 2003 году, чтобы помочь иракцам добиться независимости и договориться о выводе американских войск. Он приходит к разногласиям с американским дипломатом Полом Бремером, который выступает против его методов, несмотря на давление со стороны Соединенных Штатов, и борется против американской оккупации Ирака. Он даже настаивает на том, чтобы в базовом лагере ООН не было американской охраны для того, чтобы отделить себя от американских оккупантов.
Сержиу погибает в результате теракта, который происходит в базовом лагере ООН. Позже США уходят из Ирака, что приводит к долгой гражданской войне, и тяжело раненный коллега Сержиу, Гил, выживает несмотря на то, что ему ампутировали обе ноги, а Каролина возвращается к своей работе в сфере правосудия в Рио.

## Производство и релиз
Фильм был анонсирован стриминговым сервисом Netflix в июле 2018 года, тогда же стал известен весь актёрский состав. Съёмки начались в августе и продлились до октября 2018 года.
Мировая премьера состоялась 28 января 2020 года в рамках кинофестиваля Сэнденс. На Netflix фильм вышел 17 апреля.

## Восприятие
Фильм получил смешанные отзывы от критиков. На сайте-агрегаторе Rotten Tomatoes рейтинг одобрения составил 44 % на основе 48 рецензий с общей оценкой 5.3/10. Консенсус сайта гласит: «Хотя реальная история, вдохновившая фильм, безусловно достойна биографического фильма, её ошибочный подход к благородной теме в сумме приводит к разочаровывающей поверхностной драме». На Metacritic фильм получил 55 баллов из 100 на основе 16 рецензий, что указывает на «смешанные или средние отзывы».